# ليندنهاردتر فورست - نوردفيست
بَلْدَة لِيندِنهَاردتِر فُورِست - نُوردڤِيست (بالأَلمانِيَّة: Gemeindefreies Lindenhardter Forst - Nordwest) هي بَلدَة أَلمانِيَّة حُرَّة في مِنطَقَة بَايِرويت التَّابِعة لِمُحافظة فرانكُونيا العُليا في وِلاَية باڤارِيا في جُمهُوريَّة أَلمَانيَا الاِتّحاديّة بمِساحة تُقَدَّر بحَوالَي 8 كم2.